# وزارة التربية والتعليم العالي (فلسطين)
وزارة التربية والتعليم العالي الفلسطينية هي الجهة الحكومية الرسمية المسؤولة عن قطاع التربية والتعليم العام والتعليم العالي في دولة فلسطين.

## نشأة الوزارة

الهيكل التنظيمي

بعد إقامة السلطة الوطنية الفلسطينية وتسلمها مهام التعليم في فلسطين عام 1994، تشكلت وزارة التربية والتعليم العالي الفلسطينية، وفي عام 1996 أنيطت صلاحيات التعليم العالي بوزارة جديدة حملت اسم "وزارة التعليم العالي والبحث العلمي"، وفي عام 2002 تم إعادة دمج الوزارتين في وزارة واحدة حملت اسم «وزارة التربية والتعليم العالي».
وفي عام 2012، أُعيد فصل وزارة التعليم العالي عن وزارة التربية والتعليم. وفي عام 2013، أعيد دمج وزراة التعليم العالي مع وزارة التربية والتعليم في وزارة واحدة. وفي عام 2019، أُعيد فصل وزارة التعليم العالي والبحث العلمي عن وزارة التربية والتعليم في عهد الحكومة الفلسطينية الثامنة عشرة.
في مارس 2024 وضمن الحكومة الفلسطينية التاسعة عشرة (حكومة محمد مصطفى) أُعيد دمج الوزارة مع وزارة التعليم العالي والبحث العلمي لتعود باسم "وزارة التربية والتعليم العالي".

## وزراء التربية والتعليم
| الاسم             | الفترة                        | ملاحظات                        |
| ----------------- | ----------------------------- | ------------------------------ |
| ياسر عمرو         | 20 مايو 1994 – 16 مايو 1996   |                                |
| ياسر عرفات        | 16 مايو 1996 – 13 يونيو 2002  |                                |
| نعيم أبو الحمص    | 13 يونيو 2002 – 27 مارس 2006  |                                |
| ناصر الدين الشاعر | 27 مارس 2006 – 14 يونيو 2006  |                                |
| لميس العلمي       | 27 مارس 2006 – 1 يونيو 2013   | محمد عسقول في حكومة غزة آنذاك. |
| خولة الشخشير      | 2 يونيو 2014 – 30 يونيو 2015  |                                |
| صبري صيدم         | 30 يونيو 2015 – 13 أبريل 2019 | وزيرًا للتربية والتعليم العالي  |
| مروان عورتاني     | 13 أبريل 2019 – 3 سبتمبر 2023 | وزيرًا للتربية والتعليم         |
| محمود أبو مويس    | 3 سبتمبر 2023 – 31 مارس 2024  | وزيرًا للتربية والتعليم         |
| أمجد برهم         | 31 مارس 2024 – حتى الآن       | وزيرًا للتربية والتعليم العالي  |

## وصلات خارجية
- الموقع الرسمي